# Iceland International 2005
Die Iceland International 2005 im Badminton fanden vom 10. bis zum 13. November 2005 in Reykjavík statt.

## Sieger und Platzierte
| Disziplin    | Gold                              | Silber                                   | Bronze                                   |
| ------------ | --------------------------------- | ---------------------------------------- | ---------------------------------------- |
| Herreneinzel | Jens-Kristian Leth                | Chetan Anand                             | Kasper Ipsen                             |
| Herreneinzel | Jens-Kristian Leth                | Chetan Anand                             | Mattias Wigardt                          |
| Dameneinzel  | Sara Persson                      | Julia Mann                               | Judith Meulendijks                       |
| Dameneinzel  | Sara Persson                      | Julia Mann                               | Elin Bergblom                            |
| Herrendoppel | Anders Kristiansen Simon Mollyhus | Jürgen Koch Peter Zauner                 | Joakim Hansson Daniel Glaser             |
| Herrendoppel | Anders Kristiansen Simon Mollyhus | Jürgen Koch Peter Zauner                 | Christopher Bruun Jensen Morten Kronborg |
| Damendoppel  | Johanna Persson Elin Bergblom     | Paulien van Dooremalen Rachel van Cutsen | Lina Alfredsson Lina Uhac                |
| Damendoppel  | Johanna Persson Elin Bergblom     | Paulien van Dooremalen Rachel van Cutsen | Claudia Vogelgsang Atu Rosalina          |
| Mixed        | Henri Hurskainen Johanna Persson  | Jacob Chemnitz Julie Houmann             | Alexandre Paixão Filipa Lamy             |
| Mixed        | Henri Hurskainen Johanna Persson  | Jacob Chemnitz Julie Houmann             | Simon Mollyhus Mie Schjøtt-Kristensen    |

## Ergebnisse

### Herreneinzel Qualifikation
- Kasper Sorensen –  Arthur Geir Josefsson: 15-6 / 15-2
- Holmsteinn Valdimarsson –  Daniel Thomsen: 15-2 / 15-7
- Agusriadi Wijaya Amphie –  Fridrik Veigar Gudjonsson: 15-4 / 15-5
- Morten Kronborg –  Kari Fridriksson: 15-1 / 15-2
- Jan Ø. Jørgensen –  Atli Jóhannesson: 15-6 / 15-3
- Bjarki Stefansson –  Robert Thor Henn: 15-3 / 15-13
- Morten Spurr Madsen –  Sigurdsson Vignir: 15-2 / 15-0
- Kasper Sorensen –  Bjarki Stefansson: 15-5 / 15-4
- Agusriadi Wijaya Amphie –  Holmsteinn Valdimarsson: 15-7 / 15-1
- Morten Spurr Madsen –  Morten Kronborg: 15-13 / 15-11
- Jan Ø. Jørgensen –  Kristian Nielsen: 15-2 / 14-15 / 15-11

### Herreneinzel
- Chetan Anand –  Christopher Bruun Jensen: 15-7 / 15-12
- Kristian Midtgaard –  Jeroen van Moorst: 15-2 / 15-11
- Hugi Heimersson –  Helgi Jóhannesson: 15-11 / 7-15 / 15-9
- Agusriadi Wijaya Amphie –  Michael Lahnsteiner: 15-8 / 15-9
- Kasper Ipsen –  Kaveh Mehrabi: 15-3 / 15-7
- Jan Ø. Jørgensen –  Alexander Sim: 15-5 / 15-7
- Jürgen Koch –  Magnús Ingi Helgason: 15-5 / 15-5
- Morten Spurr Madsen –  Simon Knutsson: 15-7 / 12-15 / 15-11
- Peter Zauner-  Jens Marmsten: 15-7 / 15-8
- Jens-Kristian Leth –  Alexandre Paixão: 13-15 / 15-3 / 15-5
- Kasper Madsen –  Jon Lindholm: 15-3 / 15-2
- Anup Sridhar –  Anders Malthe Nielsen: 15-13 / 15-1
- Koen Ridder –  Kasper Sorensen: 15-7 / 15-8
- Mattias Wigardt –  Scott Evans: 15-4 / 15-1
- Daniella Meza-Cuadra –  Heimo Götschl: 15-9 / 15-11
- Magnus Sahlberg –  Pedro Yang: 15-10 / 11-15 / 15-5
- Chetan Anand –  Kristian Midtgaard: 10-15 / 15-5 / 15-6
- Agusriadi Wijaya Amphie –  Hugi Heimersson: 15-17 / 15-3 / 17-14
- Kasper Ipsen –  Jan Ø. Jørgensen: 15-3 / 15-9
- Jürgen Koch –  Morten Spurr Madsen: 15-6 / 15-8
- Jens-Kristian Leth –  Peter Zauner: 15-6 / 15-5
- Anup Sridhar –  Kasper Madsen: 15-10 / 15-5
- Mattias Wigardt –  Koen Ridder: 15-2 / 15-7
- Daniella Meza-Cuadra –  Magnus Sahlberg: 15-5 / 15-7
- Chetan Anand –  Agusriadi Wijaya Amphie: 15-5 / 15-2
- Kasper Ipsen –  Jürgen Koch: 15-2 Ret.
- Jens-Kristian Leth –  Anup Sridhar: 15-10 / 11-15 / 15-8
- Mattias Wigardt –  Daniella Meza-Cuadra: 13-15 / 15-9 / 15-4
- Chetan Anand –  Kasper Ipsen: 15-13 / 15-8
- Jens-Kristian Leth –  Mattias Wigardt: 15-7 / 15-8
- Jens-Kristian Leth –  Chetan Anand: 15-13 / 15-10

### Dameneinzel
- Sara Persson –  Snjólaug Jóhannsdóttir: 11-1 / 11-1
- Mie Schjøtt-Kristensen –  Anna Margret Gudmundsdottir: 11-0 / 11-1
- Atu Rosalina –  Tania Faria: 11-1 / 11-2
- Kristoffer Pedersen –  Thorbjorg Kristinsdottir: 11-3 / 11-0
- Harriet Johnson –  Emelie Fabbeke: 7-11 / 11-2 / 11-7
- Telma Santos –  Hanna Maria Gudbjartsdottir: 11-0 / 11-4
- Judith Meulendijks –  Ragna Ingólfsdóttir: 11-6 / 11-1
- Marie Røpke –  Katrín Atladóttir: 11-8 / 11-3
- Vânia Leça –  Tinna Helgadóttir: 11-2 / 7-11 / 11-7
- Halldora Elin Johannsdottir –  Simon Broomfield: 11-3 / 11-1
- Helene Nystedt –  Filipa Lamy: 11-4 / 11-9
- Julia Mann –  Christina Andersen: 11-3 / 11-0
- Elin Bergblom –  Birgitta Ran Asgeirdsottir: 11-0 / 11-0
- Jwala Gutta –  Claudia Mayer: 11-9 / 11-3
- Claudia Vogelgsang –  Karitas Ósk Ólafsdóttir: 11-0 / 11-1
- Rachel van Cutsen –  Lina Alfredsson: 11-8 / 11-7
- Sara Persson –  Mie Schjøtt-Kristensen: 11-9 / 11-3
- Atu Rosalina –  Kristoffer Pedersen: 11-1 / 11-7
- Telma Santos –  Harriet Johnson: 11-5 / 11-13 / 11-3
- Judith Meulendijks –  Marie Røpke: 11-5 / 11-4
- Vânia Leça –  Halldora Elin Johannsdottir: 2-11 / 11-9 / 13-10
- Julia Mann –  Helene Nystedt: 11-3 / 11-3
- Elin Bergblom –  Jwala Gutta: 11-7 / 11-7
- Rachel van Cutsen –  Claudia Vogelgsang: 11-9 / 11-8
- Sara Persson –  Atu Rosalina: 5-11 / 11-4 / 11-3
- Judith Meulendijks –  Telma Santos: 11-4 / 11-2
- Julia Mann –  Vânia Leça: 11-2 / 11-1
- Elin Bergblom –  Rachel van Cutsen: 9-11 / 11-1 / 3-0 Ret.
- Sara Persson –  Judith Meulendijks: 9-11 / 11-4 / 11-4
- Julia Mann –  Elin Bergblom: 11-4 / 11-0
- Sara Persson –  Julia Mann: 13-11 / 7-0 ret.

### Herrendoppel
- Heimo Götschl /  Michael Lahnsteiner –  Orri Orn Arnason /  Fridrik Veigar Gudjonsson: 15-4 / 15-8
- Daniel Glaser /  Joakim Hansson –  Broddi Kristjánsson /  Sveinn Sölvason: 15-10 / 15-6
- Jacob Chemnitz /  Mads Hallas –  Arthur Geir Josefsson /  Daniel Thomsen: 15-2 / 15-6
- Kristian Nielsen /  Alexandre Paixão –  Kari Fridriksson /  Sigurdsson Vignir: 15-2 / 15-0
- Anders Kristiansen /  Simon Mollyhus –  Magnús Ingi Helgason /  Helgi Jóhannesson: 15-3 / 15-9
- Heimo Götschl /  Michael Lahnsteiner –  Bjarki Stefansson /  Atli Jóhannesson: 15-4 / 15-5
- Morten Spurr Madsen /  Jan Ø. Jørgensen –  Bruce Topping /  Mark Topping: 15-6 / 15-17 / 15-12
- Daniel Glaser /  Joakim Hansson –  Jorrit de Ruiter /  Koen Ridder: 15-8 / 15-1
- Jacob Chemnitz /  Mads Hallas –  Magnus Sahlberg /  Dennis von Dahn: 15-11 / 15-7
- Christopher Bruun Jensen /  Morten Kronborg –  Scott Evans /  Brian Smyth: 15-8 / 15-6
- Kristian Nielsen /  Alexandre Paixão –  Njörður Ludvigsson /  Holmsteinn Valdimarsson: 15-2 / 15-5
- Jürgen Koch /  Peter Zauner-  Jürgen Wouters /  Ruud Bosch: 15-6 / 15-11
- Anders Kristiansen /  Simon Mollyhus –  Heimo Götschl /  Michael Lahnsteiner: 15-8 / 15-7
- Daniel Glaser /  Joakim Hansson –  Morten Spurr Madsen /  Jan Ø. Jørgensen: 15-10 / 15-13
- Christopher Bruun Jensen /  Morten Kronborg –  Jacob Chemnitz /  Mads Hallas: 15-10 / 11-15 / 15-9
- Jürgen Koch /  Peter Zauner-  Kristian Nielsen /  Alexandre Paixão: 15-5 / 15-9
- Anders Kristiansen /  Simon Mollyhus –  Daniel Glaser /  Joakim Hansson: 15-3 / 15-2
- Jürgen Koch /  Peter Zauner-  Christopher Bruun Jensen /  Morten Kronborg: 15-7 / 9-15 / 15-0
- Anders Kristiansen /  Simon Mollyhus –  Jürgen Koch /  Peter Zauner: 15-13 / 15-6

### Damendoppel
- Filipa Lamy /  Tania Faria –  Helene Nystedt /  Emelie Fabbeke: 15-7 / 15-5
- Lina Alfredsson /  Kristoffer Pedersen –  Karitas Ósk Ólafsdóttir /  Snjólaug Jóhannsdóttir: 15-3 / 15-1
- Julie Houmann /  Marie Røpke –  Tinna Helgadóttir /  Halldora Elin Johannsdottir: 15-3 / 15-9
- Telma Santos /  Vânia Leça –  Thorbjorg Kristinsdottir /  Hrefna Ros Matthiasdottir: 15-10 / 15-9
- Claudia Vogelgsang /  Atu Rosalina –  Ragna Ingólfsdóttir /  Katrín Atladóttir: 15-11 / 15-12
- Christina Andersen /  Mia Nielsen –  Anna Margret Gudmundsdottir /  Simon Broomfield: 15-5 / 15-7
- Johanna Persson /  Elin Bergblom –  Hanna Maria Gudbjartsdottir /  Thorgerdur Johannsdottir: 15-0 / 15-0
- Rachel van Cutsen /  Paulien van Dooremalen –  Filipa Lamy /  Tania Faria: 15-6 / 15-5
- Lina Alfredsson /  Kristoffer Pedersen –  Julie Houmann /  Marie Røpke: 17-16 / 15-9
- Claudia Vogelgsang /  Atu Rosalina –  Telma Santos /  Vânia Leça: 15-4 / 15-2
- Johanna Persson /  Elin Bergblom –  Christina Andersen /  Mia Nielsen: 15-2 / 15-6
- Rachel van Cutsen /  Paulien van Dooremalen –  Lina Alfredsson /  Kristoffer Pedersen: 15-12 / 15-2
- Johanna Persson /  Elin Bergblom –  Claudia Vogelgsang /  Atu Rosalina: 15-8 / 16-17 / 15-8
- Johanna Persson /  Elin Bergblom –  Rachel van Cutsen /  Paulien van Dooremalen: 17-14 / 15-11

### Mixed
- Dennis von Dahn /  Emelie Fabbeke –  Holmsteinn Valdimarsson /  Katrín Atladóttir: 15-9 / 15-6
- Daniella Meza-Cuadra /  Johanna Persson –  Mads Hallas /  Mia Nielsen: 15-10 / 15-11
- Jürgen Wouters /  Paulien van Dooremalen –  Orri Orn Arnason /  Birgitta Ran Asgeirdsottir: 15-6 / 15-2
- Alexandre Paixão /  Filipa Lamy –  Daniel Thomsen /  Hanna Maria Gudbjartsdottir: 15-2 / 15-3
- Jacob Chemnitz /  Julie Houmann –  Bjarki Stefansson /  Karitas Ósk Ólafsdóttir: 15-1 / 15-0
- Dennis von Dahn /  Emelie Fabbeke –  Helgi Jóhannesson /  Tinna Helgadóttir: 9-15 / 15-12 / 15-5
- Daniella Meza-Cuadra /  Johanna Persson –  Magnús Ingi Helgason /  Halldora Elin Johannsdottir: 15-6 / 15-1
- Donal O’Halloran /  Bing Huang –  Arthur Geir Josefsson /  Thorbjorg Kristinsdottir: 15-0 / 15-4
- Simon Mollyhus /  Mie Schjøtt-Kristensen –  Atli Jóhannesson /  Snjólaug Jóhannsdóttir: 15-4 / 15-2
- Njörður Ludvigsson /  Ragna Ingólfsdóttir –  Heimo Götschl /  Claudia Mayer: 15-11 / 17-14
- Alexandre Paixão /  Filipa Lamy –  Jürgen Wouters /  Paulien van Dooremalen: 15-11 / 17-15
- Jacob Chemnitz /  Julie Houmann –  Dennis von Dahn /  Emelie Fabbeke: 15-1 / 15-8
- Daniella Meza-Cuadra /  Johanna Persson –  Donal O’Halloran /  Bing Huang: 15-9 / 15-8
- Simon Mollyhus /  Mie Schjøtt-Kristensen –  Njörður Ludvigsson /  Ragna Ingólfsdóttir: 15-5 / 17-14
- Jacob Chemnitz /  Julie Houmann –  Alexandre Paixão /  Filipa Lamy: 15-8 / 15-5
- Daniella Meza-Cuadra /  Johanna Persson –  Simon Mollyhus /  Mie Schjøtt-Kristensen: 15-3 / 15-13
- Daniella Meza-Cuadra /  Johanna Persson –  Jacob Chemnitz /  Julie Houmann: 15-5 / 13-15 / 15-1